# IC 5021
IC 5021 ist eine Spiralgalaxie vom Hubble-Typ S im Sternbild Indianer am Südsternhimmel. Sie ist schätzungsweise 151 Millionen Lichtjahre von der Milchstraße entfernt und hat einen Durchmesser von etwa 35.000 Lichtjahren. Vermutlich bildet sie gemeinsam mit LEDA 64953 ein gravitativ gebundenes Galaxienpaar.
Das Objekt wurde am 17. Mai 1904 von Royal Harwood Frost entdeckt.